# Alexandru Vlad
Alexandru Nicolae Vlad (* 6. prosince 1989, Sighetu Marmației) je rumunský fotbalový obránce. Od roku 2013 působí v ukrajinském klubu FK Dněpr Dněpropetrovsk. Hraje na postu levého beka.